# Gunnera mexicana
Gunnera mexicana är en gunneraväxtart som beskrevs av Brandeg. Gunnera mexicana ingår i släktet gunneror, och familjen gunneraväxter. Inga underarter finns listade.

## Bildgalleri

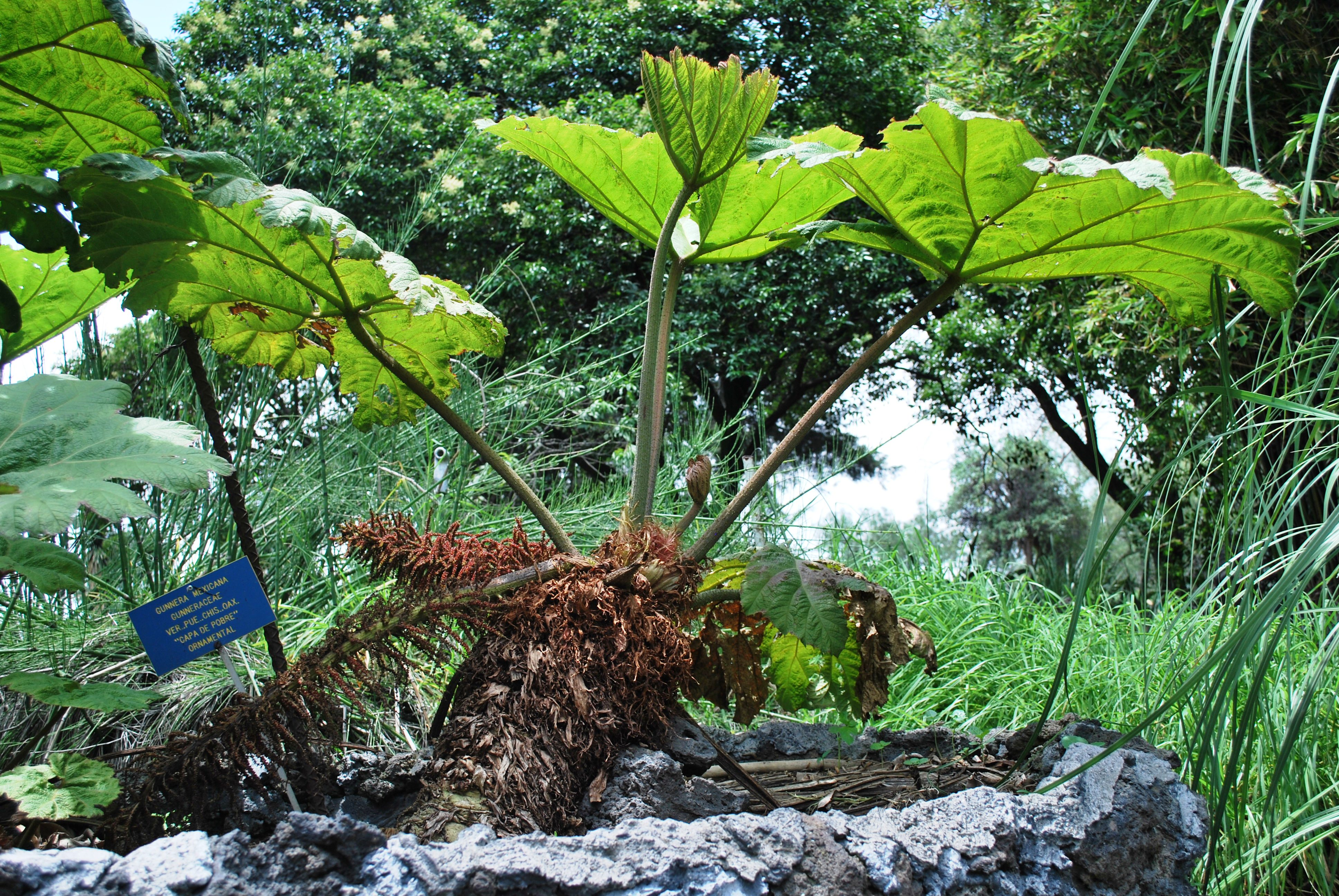